# Fryderyk Karol Nesselrode

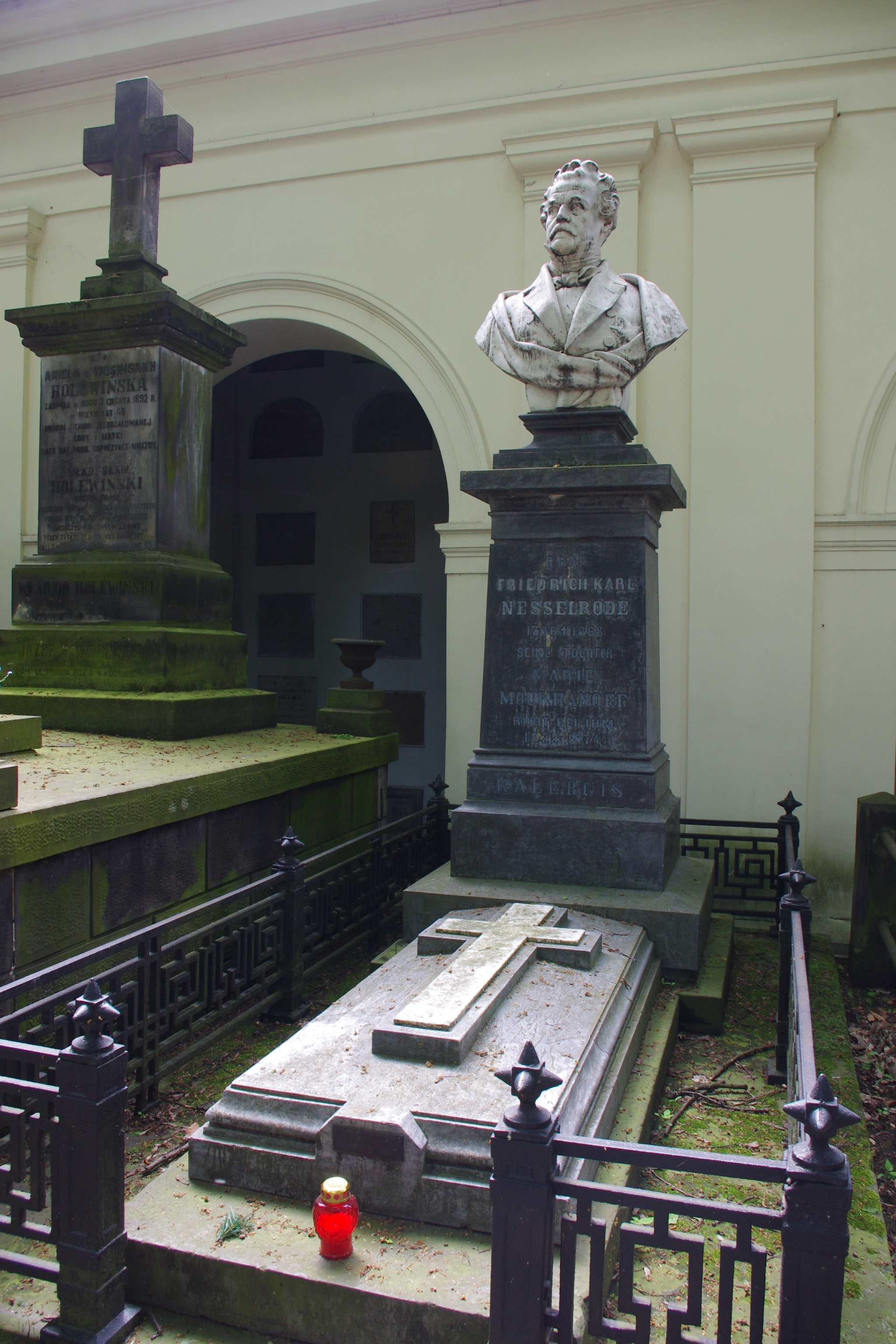
Grób generała porucznika Fryderyka Karola Nesselrode i jego córki – pianistki Marii Kalergis w Alei Katakumbowej na Starych Powązkach w Warszawie

Fryderyk Karol Nesselrode (właściwie: niem.: Friedrich Karl Reichsgraf von Nesselrode-Ehreshoven ros. Fiodor Nesselrode), hrabia (ur. 10 stycznia 1786, Petersburg, zm. 10 lipca 1868, Warszawa) – szlachcic niemiecki w służbie rosyjskiej.
Od 1813 r. adiutant wielkiego księcia Konstantego.
Syn Karola Franciszka Aleksandra (ur. 1752), arystokraty w służbie Austrii, Holandii, Francji, Prus i ostatecznie Rosji, i hrabianki Józefy Hatzfeldt-Wildenburg (1762–1816), pochodzącej ze znanego rodu posiadającego dolnośląskie państwo stanowe Trachenberg. Rodzina Nesselrode to prastary ród szlachecki pochodzący z Nadrenii, którego pierwotne nazwisko brzmiało Fleck. Około 1308 r. ród przyjął nazwisko od zamku Nesselrode (ob. Nesselrath), leżącego nad rzeką Wupper w pobliżu Solingen i Opladen. W latach 1652–1655 Nesselrodowie otrzymali tytuł baronów Rzeszy (Reichsfreiherr), zaś w latach 1698–1705 godność hrabiego cesarstwa (reichsgraf).
Języka polskiego hrabia Fryderyk nauczył się dopiero w Warszawie. Od 1813 r. adiutant wielkiego księcia Konstantego. W 1822 r. urodziła się jemu i jego żonie Tekli Nałęcz-Górskiej córka, znana później jako Maria Kalergis. W 1823 r. rozstał się ze swoją żoną pod pretekstem niezgodności charakterów, a od 1828 r. córka wychowywała się w Petersburgu w domu ojcowskiego brata stryjecznego, Karola Roberta Nesselrode, kanclerza i ministra spraw zagranicznych Imperium Rosyjskiego, wraz z jego czworgiem dzieci.
Przed 1831 r. mianowany generałem brygady, w czasie powstania listopadowego w Noc Listopadową aresztowany wraz z innymi generałami wiernymi carowi. Po upadku powstania został mianowany komendantem głównym żandarmerii w Królestwie Polskim w stopniu generała porucznika. Zyskał znaczny majątek na handlu domami i spekulacjach giełdowych, m.in. akcjami kolei warszawsko-wiedeńskiej. Po przejściu na emeryturę pozostał w Warszawie. W skorowidzu mieszkańców Warszawy z 1854 r. wymieniany był jako były generał-lejtnant, mieszkaniec Pałacu Potockich (własność hrabiego Aleksandra Potockiego) przy Krakowskim Przedmieściu w cyrkule 11.
Zmarł w 1868 r. został pochowany na cmentarzu Powązkowskim (kwatera Pod katakumbami-1-20/21), w grobie ufundowanym przez swą córkę (pochowaną później w tym samym grobie). Zdaniem Szenica, sądząc z korespondencji Marii Kalergis, popiersie na jego grobie zostało wykonane przez znakomitego wiedeńskiego rzeźbiarza Kaspara von Zumbuscha, a sfinansowane w 1873 r. Grobowiec jako jeden z niewielu na Powązkach nosi (utrzymany w bardzo skromnym tonie) napis niemiecki: „Graf Friedrich Karl Nesselrode 1786 †1868/Seine Tochter Marie Moukhanoff ruht bei ihm 1822–1874”.

## Odznaczenia
- Order Orła Białego (Rosja)
- Order Świętego Jerzego IV klasy (1839)
- Order Świętej Anny I klasy (1841)
- Order Świętego Włodzimierza IV klasy (1813)
- Order Świętej Anny IV klasy (1813)
- Order Świętego Stanisława I klasy (1833)
- Królewski Order Miecza (Szwecja) (1813)
- Order Czerwonego Orła II klasy z Gwiazdą (Królestwo Prus) (1835)